# Югансон, Константин Александрович
Константи́н Алекса́ндрович Югансо́н (16 октября 1898, Ямбургский уезд, Санкт-Петербургская губерния — 1957, Севастополь) — советский военачальник, дивизионный комиссар, начальник Политотдела Морских Сил Каспийского Моря, секретарь партийной комиссии Черноморского флота.

## Биография
Родился 16 октября 1898 года в семье железнодорожного рабочего Врудской волости Ямбургского уезда СПб губернии, эстонец. В 1911 году окончил 2 класса железнодорожного училища на станции Волосово. С 1911 по 1916 года — окончил 5 классов Гатчинского реального училища.
С 1916 по 1917 года работал коммерческим агентом, подённым рабочим по ремонту пути на станции Извара.
В августе 1918 года получил должность делопроизводителя в Сосницком волостном военкомате Детскосельского уезда.
В январе 1919 года вступил в члены РКП(б).

### Как участникГражданской войны
4 июля 1919 года стал стрелком и исполняющим обязанности политрука команды пеших разведчиков 1-го Сводного коммунистического полка во время 1-го наступления Юденича.
В июле 1919 года — секретарь Сосницкого волостного ревкома и партийной ячейки волости, член волостного исполкома.
В октябре 1919 года — инструктор политотдела 7-й армии, ответственный организатор 15-го сводного полка 2-й стрелковой дивизии Южной группы 7-й армии Западного Фронта.
Воевал против Юденича, в период с октября до ноября 1919 года, белолатышей под Островом, в период с апреля до июнь 1920 года, с поляками в районах Жлобин-Рогачёв и отступления до Лиды и Минска.
В сентябре 1920 года получил должность заведующего партийным столом 2-й стрелковой дивизии.
В январе 1921 года стал помощником начальника 2-й стрелковой дивизии.
16 апреля 1921 года повысился до начальника 2-й стрелковой дивизии (переведена в Тулу (МВО), а в январе 1922 года возвращена в район Шклов-Гомель-Минск).
С февраля по май 1923 года — врид военного комиссара 2-й стрелковой дивизии.
В июле 1923 года — начальник ПО и врид военного комиссара 5-й стрелковой дивизии (Полоцк).
В декабре 1923 года — инструктор-организатор Политуправления Западного Военного Округа.
С января по март 1924 года — старший инструктор партийной работы Политуправления Западного Военного Округа.
В ноябре 1924 года был повышен до помощника начальника орготдела ПУР ЗапВО.

Могила Югансона на кладбище Коммунаров в Севастополе.

### Перевод вБаку
11 октября 1925 года получил должность начальника Политотдела Морских сил Каспийского Моря.
Морские силы Каспийского Моря располагались на территории Бакинского военного порта на Баилове.
1 октября 1926 года стал помощником военкома штаба МСКМ.
С 1 сентября 1927 года по ноябрь 1930 года — начальник ПО и помощник командующего МСКМ по политчасти.

#### Член РВС МСКМ.
С 1925 года по 1930 год избирался членом Бакинского комитета партии ИК АзССР.

### Перевод вКрым
20 ноября 1930 года получил должность Военного комиссара в области Управления по обеспечению безопасности кораблевождения Чёрного и Азовского морей.
15 августа 1931 года стал помощником начальника Управления по обеспечению безопасности кораблевождения Чёрного и Азовского морей по политчасти.
С марта 1933 года по август 1933 года — и. о. помощника начальника инженеров Морских сил Чёрного моря по политчасти.
В августе 1933 года стал начальника ПО и и. о. Военного комиссара бригады ТК МСЧМ.
02 января 1936 года присвоено военное звание «Дивизионный комиссар» (Приказ НКО № 10).
В августе 1937 года — секретарь партийной комиссии ЧФ.
Согласно выводам инспекции ПУР РККФ, в марте 1938 года Константин подлежал освобождению от должности и привлечению к партийной ответственности как «проявивший беспринципность и перестраховку».
В анонимном письме ПУР РККФ сообщалось, что он, «занимая позицию защиты бывших руководителей флота на всех активах и на городских и военных конференциях выступал и защищал быв. руководство, оказавшееся впоследствии троцкистами».
Подал апелляцию. Постановлением парткомиссии ЧФ был восстановлен в партии, однако ему был объявлен строгий выговор с предупреждением и занесением в личную карточку. Впоследствии находился на партийной и хозяйственной работе, в кадрах ВМФ не восстанавливался.
22 февраля 1938 года награждён медалью «ХХ лет РККА».
16 апреля 1938 года уволен в запас Приказом НКО № 109 по ст. 45 «б», по причине открытой формы туберкулёза.
В 1942 году был признан годным к нестроевой службе согласно Приказу НКО № 336.
В мае 1944 года заведовал организационно-инструкторским отделом Северного РК ВКП(б) г. Севастополя.
Умер в 1957 году и похоронен на кладбище Коммунаров в Севастополе.